# Maud Tabachnik
Pour les articles homonymes, voir Tabachnik.
Maud Tabachnik, née le 12 novembre 1938 à Paris, est une écrivaine française, ouvertement lesbienne. Romancière atypique ayant commencé sa carrière d'écrivaine sur le tard, elle écrit des romans situés à la frontière de plusieurs genres tels que le roman noir, le thriller politique, le roman policier historique, le whodunit ou encore le suspense.

## Biographie
Son enfance est fortement marquée par la Seconde Guerre mondiale. En effet une partie de sa famille, d'origine juive, meurt en déportation.
Menant conjointement deux séries d'études, générale et commerciale, elle choisit pour rester indépendante une carrière médicale. Elle obtient un diplôme en kinésithérapie en 1963. Elle exerce la profession de kinésithérapeute ostéopathe durant plus de vingt ans. Dix-sept ans plus tard, elle est obligée d'arrêter son métier à la suite d'une intervention chirurgicale, et, à cinquante ans, elle décide de se consacrer à l'écriture.
Elle considère que le roman policier est « un formidable coup de projecteur sur notre société et un engagement individuel à dénoncer ce qui ne va pas ». Ses combats sont livrés contre l'antisémitisme et l'homophobie. En outre, « ses divers récits dénoncent aussi le viol, aussi bien sur des adultes que sur des enfants, le machisme, le racisme et le fanatisme ». Elle publie son premier roman, La Vie à fleur de terre, en 1990 chez Denoël, puis devient, avec Fred Vargas, l'auteur-phare du catalogue de Viviane Hamy. Dans ce premier roman, un petit escroc et une bande de casseurs métèques tuent accidentellement un Africain et cherchent à maquiller le crime en accident. Dans Un été pourri (1994) apparait le duo récurrent formé par le lieutenant Sam Goodman de la brigade criminelle de Boston et la journaliste homosexuelle Sandra Khan. Tous deux d'origine juive, ils sympathisent pendant une enquête sur une série de meurtres et d'émasculation. Dans Mauvais Frère (2002), Goodman enquête sur un tueur qui viole et scalpe uniquement des femmes blondes. La série compte plusieurs autres titres, dont Le Festin de l'araignée, Gémeaux, Le Tango des assassins et Désert barbare.
« Maud Tabachnik a choisi de situer l'essentiel de son œuvre aux États-Unis parce que la violence, selon elle, y est plus grande que partout ailleurs ». En somme, « c'est un pays où tout peut arriver. [...]  Le serial killer est vraiment une spécialité américaine. ». Ainsi, dans L'Empreinte du nain (1999), qui ne fait pas partie de la série Goodman/Khan, elle décrit le fonctionnement et les actions violentes d'une secte, dont les ramifications s'étendent en Russie, en France et en Autriche, qui prône la suprématie de la race blanche.
En 1997, Fin de parcours offre une série de nouvelles ayant pour point commun un meurtre dans le milieu familial. La même année, Maud Tabachnik publie « un roman policier historique, L'Étoile du temple, dont l'action se déroule à Troyes et retrace la vie quotidienne des communautés juives de Champagne à l'époque des Templiers ». Le récit romanesque peut ainsi évoquer la persécution des Juifs aux XIe et XIIe siècles.
En 2001 paraît aux éditions Albin Michel son livre culte Le Cinquième Jour, auquel elle donne une suite en 2010 dans Ne vous retournez pas. Entre les deux, une dizaine de romans voient le jour qui explorent tous les registres du roman noir, au thriller politique, en passant par le roman policier historique, le whodunit et le suspense. Romancière atypique et maître incontesté du suspense, sa vision radicale et sombre de l'humanité dont elle met en scène les pires représentants s'accompagne pourtant d'une empathie profonde pour tous ceux que la société maltraite. Ses thrillers politiques sont un coup de poing dans l'univers typiquement machiste des auteurs de polars. Plus particulièrement, Un été pourri est fortement critiqué à sa sortie, car un personnage féminin émascule des hommes et qu'une lesbienne venge la mort de son amante en échappant à la justice.
Dans La Mémoire du bourreau (1999), un roman policier historique, elle imagine les mémoires d'un officier SS. En 2005, J'ai regardé le diable en face évoque une série de meurtres de femmes de Ciudad Juárez.

## Œuvre
Présentation de chaque roman par l'éditeur.

### Romans

#### SérieSam Goodman/Sandra Khan
1. Un été pourri, Paris, Viviane Hamy, 1994  (ISBN 2-87858-052-4) ; réédition, J'ai lu policier no 5483, 2000  (ISBN 2-290-30216-3)
2. La Mort quelque part, Paris, Viviane Hamy, 1995  (ISBN 2-87858-069-9) ; réédition, J'ai lu policier no 5691, 2000  (ISBN 2-290-30456-5)
3. Le Festin de l'araignée, Paris, Viviane Hamy, 1996  (ISBN 2-87858-077-X) ; réédition, J'ai lu policier no 5997, 2001  (ISBN 2-290-31259-2)
4. Gémeaux, Paris, Viviane Hamy, 1998  (ISBN 2-87858-097-4) ; réédition, J'ai lu policier no 6148, 2002  (ISBN 2-290-31729-2)
5. Les Cercles de l'enfer, Flammarion, 1998  (ISBN 2-253-09900-7) ; Le Livre de poche, imprimé en Espagne par Liberdûplex 07/2005
6. Le Tango des assassins, Paris, Éditions du Masque, 2000  (ISBN 2-7024-7916-2) ; réédition, Le Livre de poche no 17236, 2002  (ISBN 2-253-17236-7)
7. Mauvais Frère, Paris, Éditions Albin Michel, 2002  (ISBN 978-2-226-13156-0) ; réédition, Le Livre de poche no 37036, 2004  (ISBN 2-253-09064-6)
8. J'ai regardé le diable en face, Paris, Albin Michel, 2005  (ISBN 978-2-226-15682-2) ; réédition, Le Livre de poche no 37188, 2007  (ISBN 978-2-253-11915-9)
9. Désert barbare, Paris, Albin Michel, 2011  (ISBN 978-2-226-22964-9) ; réédition, Le Livre de poche no 33180, 2013  (ISBN 978-2-253-17584-1)

#### SérieJudith
1. Les Faisceaux de la peur, City Editions, 2021, 320 pages  (ISBN 978-2824619934)
2. Le Temps de la colère, City Editions, 2023, 256 pages  (ISBN 978-2824621616)

#### Autres romans
- La Vie à fleur de terre, Paris, Denoël, Sueurs froides, 1990  (ISBN 2-207-23682-X) ; réédition, J'ai lu policier no 6440, 2003  (ISBN 2-290-32466-3)
- L'Étoile du temple, Paris, Viviane Hamy, 1997  (ISBN 2-87858-087-7) ; réédition, J'ai lu policier no 5874, 2001  (ISBN 2-290-31076-X)
- À l'horizon, les ténèbres : thriller, Nantes, Presses du Temps, 1996 ; version remaniée paru sous le titre Les Cercles de l'enfer, Paris, Flammarion, 1998  (ISBN 2-08-067568-0) ; réédition, Le Livre de poche no 37037, 2004
- Lâchez les chiens !, Flammarion, Paris, 1998  (ISBN 2-08-067650-4) ; réédition, Librio noir no 373, 2000  (ISBN 2-290-30586-3)
- L'Empreinte du nain, Paris, Flammarion, 1999  (ISBN 978-2-08-067660-3) ; réédition, J'ai lu policier no 9295, 2010  (ISBN 978-2-290-02532-1)
- La Mémoire du bourreau, Paris, Éditions du Masque, 1999 ; réédition, Le Livre de poche no 18203, 2001  (ISBN 978-2-7024-7887-5)
- Le Sang de Venise, Paris, Flammarion, 1999  (ISBN 2-08-067812-4) ; réédition, J'ai lu policier no 6615, 2003  (ISBN 2-290-32467-1)
- Le Cinquième Jour, Paris, Albin Michel, « Spécial suspense », 2001  (ISBN 2-226-12158-7) ; réédition, Le Livre de poche no 18233, 2003  (ISBN 2-253-18233-8)
- La honte leur appartient, Éditions du Masque, « Grands Formats », 2002  (ISBN 978-2-7024-7934-6) ; réédition, J'ai lu policier no 6913, 2004  (ISBN 2-290-33291-7) ; réédition Masque poche no 30, 2013  (ISBN 978-2-7024-4030-8)
- Douze heures pour mourir, Paris, Albin Michel, « Spécial suspense », 2004  (ISBN 978-2-226-15072-1) ; réédition, Le Livre de poche no 37125, 2006  (ISBN 2-253-11639-4)
- Tous ne sont pas des monstres, Paris, Éditions Baleine, 2007  (ISBN 978-2-84219-425-3)
- Le Chien qui riait, Paris, Albin Michel, 2007  (ISBN 978-2-226-17676-9) ; réédition, Le Livre de poche no 31339, 2009  (ISBN 978-2-253-12720-8)
- Ciel de cendres, Paris, Albin Michel, 2008  (ISBN 978-2-226-18380-4)[11] ; réédition, Le Livre de poche no 31641, 2010  (ISBN 978-2-253-12865-6)
- Ne vous retournez pas, Paris, Albin Michel, Paris, 2010  (ISBN 978-2-226-19580-7) ; réédition, Le Livre de poche no 32395, 2011  (ISBN 978-2-253-15859-2)
- Je pars demain pour une destination inconnue, Paris, L'Archipel, 2012  (ISBN 978-2-8098-0770-7)
- L'Ordre et le Chaos, Paris, Albin Michel, « Spécial suspense », 2013  (ISBN 978-2-226-25422-1)
- Si tu meurs, elle reviendra, Paris, Flammarion, 2014  (ISBN 978-2-08-130862-6)
- Danser avec le diable, Paris, Flammarion, 2015  (ISBN 978-2-226-31470-3)
- L'Impossible Définition du mal, éd. De Borée, 2017  (ISBN 978-2-8129-2120-9)
- Jeux de dupes, City Editions, 2021, 254 pages  (ISBN 9782824617787)

### Roman de littérature d'enfance et de jeunesse
- Brouillard d'Écosse, Paris, Éditions Albin Michel, « Le Furet enquête » no 9, 1999  (ISBN 2-226-09169-6)

### Recueils de nouvelles
- Fin de parcours, nouvelles noires, Paris, Viviane Hamy, 1997  (ISBN 2-87858-086-9)
- Home, sweet home, Paris, éditeur Librio, 2001  (ISBN 2-290-31096-4)
- Scène de crime, Editions De Borée (19/04/2018)  (ISBN 9782812923487)

### Nouvelles isolées
- Trêve de conscience, dans Contes noirs de fin de siècle, Fleuve noir, Les Noirs no 71, 1999
- La Première Bavure de l'Histoire, dans Libération, 25 juillet 2000 ; réédition dans Les 7 Familles du polar, Éditions Baleine, 2000  (ISBN 2-84219-305-9)
- Vénus d'ailleurs, dans Douces ou cruelles ?, Fleuve noir, 2001  (ISBN 2-265-07158-7)
- La Maison au fond des bois, dans Elle, 15 juillet 2002
- Une femme ordinaire, nouvelle inédite, Paris, le Grand livre du mois, 2006  (ISBN 2-286-02666-1)
- Dans la boue, Albin Michel,15 septembre 2015  (EAN 978-2-226-34304-8), paru dans Elle en 2003.
- Les Griffes d'une mère, dans l'anthologie À peine entré dans la librairie... La Griffe noire, 30 ans. Paris : Télémaque, 06/2018, p. 293-301.  (ISBN 978-2-7533-0357-7)

### Bande dessinée
- Groupe Tel-Aviv, scénario d'une bande dessinée de Toshy, EP "Petits meurtres", 2002 (ISBN 2-7024-9332-7)

### Autres publications
- Miroir vérité, Paris, Fragments, 1997  (ISBN 978-2-908066-71-5)
- New-York balafres, illustré par Jeanne Socquet, Paris, Éditions Philippe Rey, 2005  (ISBN 2-84876-040-0)

## Sources
- Claude Mesplède (dir.), Dictionnaire des littératures policières, vol. 2 : J - Z, Nantes, Joseph K, coll. « Temps noir », 2007, 1086 p. (ISBN 978-2-910686-45-1, OCLC 315873361), p. 851-852.